# Ceratocarcinus
Ceratocarcinus is een geslacht van kreeftachtigen uit de klasse van de Malacostraca (hogere kreeftachtigen).

## Soorten
- Ceratocarcinus frontodentata (Shen, Dai & Chen, 1982)
- Ceratocarcinus longimanus White, 1847
- Ceratocarcinus trilobatus (Sakai, 1938)